# Sinfonía n.º 2 (Haydn)

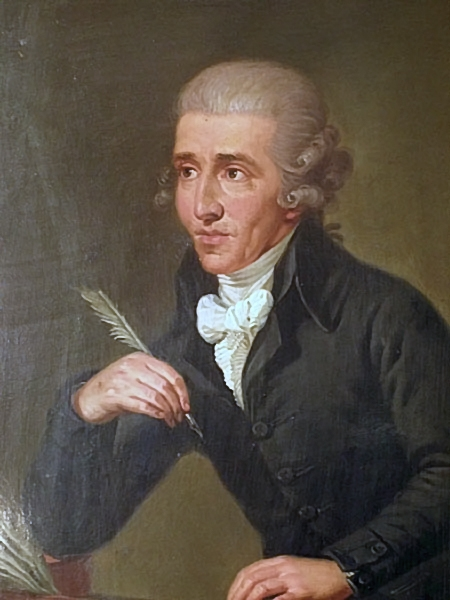
Haydn hacia 1770.

La Sinfonía n.º 2 en do mayor, Hob.I:2 fue compuesta por Joseph Haydn entre 1757 y 1761.

## Historia
La producción sinfónica del maestro austríaco puede dividirse a grandes rasgos en tres bloques temporales: el primer bloque (1757-1761) se corresponde con su periodo al servicio del conde Carl von Morzin (n.º 1 - n.º 5); el segundo bloque en la corte Esterházy (1761-1790 pero con la última sinfonía para el público de Esterházy en 1781); y el tercer bloque (1782-1795) comprende las Sinfonías de París (n.º 82 - n.º 87) y las Sinfonías de Londres (n.º 93 - n.º 104). El 1 de mayo de 1761 el compositor firmó su contrato como vice-kapellmeister (más tarde kapellmeister) de la familia Esterházy, que nominalmente duró 48 años, hasta su muerte.
La composición de esta pieza se cree que pudo desarrollarse entre 1757 y 1761, cuando el compositor tenía 29 años. En esta época Haydn trabajaba al servicio del conde Carl von Morzin en la corte de Lukavec. La partitura autógrafa de la sinfonía se ha perdido, pero existen copias contemporáneas de las partes. Su autenticidad queda confirmada por la inscripción en el "borrador del catálogo" del propio Haydn.

## Instrumentación
La partitura está escrita para una orquesta formada por:
- Viento madera: 2 oboes, 1 fagot.
- Viento metal: 2 trompas.
- Cuerda: una sección de cuerdas con violines I y II, violas, violonchelos y contrabajos.
- Teclado: clavecín como bajo continuo.

En aquella época se solía emplear un fagot para amplificar la voz del bajo, incluso sin una notación separada. En cuanto a la participación del clavecín como bajo continuo en las sinfonías de Haydn existen diversas opiniones entre los estudiosos: James Webster se sitúa en contra; Hartmut Haenchen a favor; Jamie James en su artículo para The New York Times presenta diferentes posiciones por parte de Roy Goodman, Christopher Hogwood, H. C. Robbins Landon y James Webster). A partir de 2019 la mayor parte de las orquestas con instrumentos modernos no utiliza el clavecín como continuo. No obstante, existen grabaciones con clavecín en el bajo continuo realizadas por: Trevor Pinnock (Sturm und Drang Symphonies, Archiv, 1989-1990); Nikolaus Harnoncourt (n.º 6–8, Das Alte Werk, 1990); Sigiswald Kuijken (incluidas las Sinfonías de París y Londres; Virgin, 1988-1995); Roy Goodman (Ej. n.º 1-25, 70-78, 82-87; Hyperion, 2002).

## Estructura y análisis
La sinfonía consta de tres movimientos:
- I. Allegro, en do mayor 2
2
- II. Andante en sol mayor 2
4
- III. Presto, en do mayor 3
8

La interpretación de esta obra dura aproximadamente 10 minutos. Se estructura en tres movimientos al igual que algunas de sus primeras sinfonías y las de sus contemporáneos. Se trata de una de sus sinfonías más breves y es la única de Haydn que no contiene signos de repetición. Su segunda incursión en el género sinfónico revela principalmente una mente imaginativa y lúcida que aprende bien de los modelos existentes, aunque todavía no es el pionero en el que se convertiría. Se pueden adivinar aquí algunos indicios de una mente creativa muy original. Parece haber sido compuesta tan próxima a la Sinfonía n.º 1 que forman una pareja. Al igual que su Primera sinfonía, esta composición pertenece a la tradición de la obertura italiana de ópera, ya que su primer movimiento es audaz y rebosa energía, el movimiento lento reduce la instrumentación y el Finale es un conciso ensayo en compás de 3/8.

### I.Allegro
El primer movimiento, Allegro, está escrito en la tonalidad de do mayor, en compás alla breve y sigue la forma sonata. Este Allegro es único ya que su contenido es una especie de diálogo o confrontación entre estilos tradicionales y modernos. Se abre con un vigoroso primer tema al unísono en ritmo con puntillo y una continuación homofónica, el contrasujeto del teclado invoca de repente el contrapunto académico, en especie "mixta". Todo el movimiento está dominado por la libre alternancia entre una homofonía áspera y directa y los pasajes contrapuntísticos basados en el tema ascendente con puntillo. El Allegro también es único desde el punto de vista formal. Es el único primer movimiento de sinfonía rápida de Haydn que carece de repeticiones internas de sus dos partes estructurales (exposición; desarrollo + recapitulación). La estructura de la exposición es clara, pero el supuesto desarrollo pronto desemboca en lo que resulta ser el primero de tres retornos separados a la tónica. Haydn presenta el tema tres veces más, esta vez en la tónica, cada vez en una nueva elaboración contrapuntística. La última de ellas da paso a una recapitulación más o menos regular del segundo grupo en la tónica, salvo por el último pasaje contrapuntístico que repite el inicio del "desarrollo" en contrapunto inverso. Temáticamente es una reminiscencia del Finale de su Concierto para trompa n.º 1.

### II.Andante
El segundo movimiento, Andante, está en la tonalidad subdominante de sol mayor, en compás de 2/4 y responde a una forma ternaria. Es una especie de perpetuum mobile contrapuntístico en que los violines tocan semicorcheas desde la primera a la última nota (que son corcheas). Las dos partes de violín tocan al unísono sobre una especie de "walking bass". El patrón se ve interrumpido de manera continua por el uso de trinos. Este efecto es hipnótico más que estático, y según Wayne Reisig es bastante novedoso para la época en el contexto de una sinfonía. Se omiten los instrumentos de viento. La parte de las violas no es nada imaginativa dado que doblan la parte del bajo durante todo el movimiento. "Col basso" era una práctica común en este periodo. Aunque está en forma sonata, también omite las repeticiones internas.

### III.Presto
El tercer y último movimiento, Presto, retoma la tonalidad inicial, el compás es 3/8 y adopta la forma rondó. El Finale es "el primer intento de Haydn en el rondó sinfónico y se caracteriza por una preocupación por los procesos imitativos". Se trata de un rondó en cinco partes A-B-A-C-A, en el cual el primer episodio en la tónica menor y el segundo en la subdominante. Para Reisig, la inspiración parece flaquear en este último movimiento. Exteriormente es convencional, sin embargo presenta una energía y buen humor muy típicos de su creador.